# Alternaria brassicicola
Alternaria brassicicola es un hongo patógeno de las plantas. Causa manchas en las hojas de la mayoría de brasicáceas.